# 潛溟
潛溟（生年不詳—卒年不詳），字彥鴻，江西高安人。明朝政治人物、進士。
永樂四年（1406年），中式三甲第六十五名進士。授監察御史，為官謹慎。深得明成祖器重，人稱“虎眼御史”。累官至廣東副使。